# 中新一號
中新一號衛星（ST-1），1998年8月26日法屬圭亞那順利發射升空，由中華電信與新加坡電信共同擁有主控權，1998年12月1日正式提供商用通訊服務，任務壽命12年，已於2011年屆滿，任務由中新二號接替。該衛星亦為中華民國官方主控權的衛星，政府的防救災通訊電話、導航系統、國防部、氣象局等皆使用同一顆衛星。

## 外部連結
- 國家太空中心